# 안드레아스 바이만
안드레아스 바이만(독일어: Andreas Weimann, 1991년 8월 5일 ~ )은 오스트리아의 축구 선수이다.
2018년 7월 3일, 바이만은 브리스톨 시티와 3년 계약을 체결했다.
2024년 1월 15일, 바이만은 시즌 종료까지 웨스트 브로미치 앨비언에 임대로 합류했다. 2024년 8월 1일, 바이만은 블랙번 로버스와 1년 계약을 체결했다.